# Lertha sofiae
Lertha sofiae es una especie de insecto del género Lertha, perteneciente a la familia Nemopteridae, relacionada con los "leones de hormigas" (familia Myrmeleontidae), y comúnmente conocido como duende de Balanegra. Es un endemismo propio del Poniente Almeriense, descubierto en los alrededores de la población que le da nombre.

## Descripción
Lertha sofiae es un pequeño insecto volador, de hábitos nocturnos, visualmente similar a las libélulas, aunque sin relación con ellas. Tiene unos 5 cm de envergadura y un vuelo pausado y estable, que tiende a ser circular en lugar de anguloso cuando se encuentra encerrado entre paredes. Las dos alas posteriores no tienen función de vuelo, sino que se les supone utilidad como camuflaje o defensa, ya que son utilizadas en caso de verse amenazado para alejar la atención de un posible atacante de los órganos vitales de su cuerpo. Las hembras son de mayor tamaño que los machos.

## Distribución
Esta especie es considerada un endemismo propio de los municipios almerienses de Balanegra y Adra, los dos únicos en los que se le ha visto. Prefiere los terrenos naturales y rústicos, alejados de la acción humana, desprovistos de árboles pero con abundante vegetación baja, xerófila y leñosa, y cerca del nivel del mar.

## Comportamiento

### Alimentación
Los adultos se alimentan de polen, que recolectan durante cortos periodos durante el crepúsculo. Las larvas habitan dentro de hormigueros, en los que se alimentan de las larvas de hormigas.

## Historia
Fue descubierto en 1988 por Víctor José Monserrat y se le perdió la pista en 1991, sin tener más avistamientos registrados desde el momento, por lo que, debido a la pequeña franja de tierra en la que habita y a la constante amenaza de la expansión de los cultivos bajo plástico se le llegó a dar por extinto. Esta especie fue bautizada en honor a la reina Sofía de Grecia.
Fue reencontrada por el naturalista local Francisco Rodríguez Luque, cuyo apodo en distintos foros de Internet había dado nombre a varios otros endemismos de la zona, durante un concurso de fotografía a principios de agosto de 2019.